# Marco Meyerhöfer
Marco Meyerhöfer (* 18. November 1995 in Bad Homburg) ist ein deutscher Fußballspieler. Der Rechtsverteidiger steht seit Juli 2025 bei Preußen Münster unter Vertrag.

## Karriere
Meyerhöfer wurde in den Junioren-Mannschaften von Eintracht Frankfurt ausgebildet, bevor er zur Saison 2014/2015 in die 1. Mannschaft des 1. FC Saarbrücken in die Regionalliga-Südwest wechselte. Nachdem er drei Jahre im Saarland unter Vertrag stand, unterschrieb Meyerhöfer 2017 einen Zweijahresvertrag beim Ligakonkurrenten SV Waldhof Mannheim. Mit den Waldhöfern verpasste Meyerhöfer zunächst in der Saison 2017/2018 in der Relegation gegen den KFC Uerdingen 05 knapp den Aufstieg in die 3. Liga. Ein Jahr später jedoch feierte er mit dem SV Waldhof Mannheim die Meisterschaft der Regionalliga-Südwest und den Direktaufstieg in die 3. Liga. Seinen Mitte 2019 auslaufenden Vertrag in Mannheim verlängerte er nicht und wechselte in die 2. Fußball-Bundesliga zur SpVgg Greuther Fürth, die ihn bis 2022 verpflichtete. Nach dem Aufstieg Fürths in die Bundesliga verlängerte Meyerhöfer seine Vertragslaufzeit im August 2021 bis zum Sommer 2025.
Am 28. Spieltag der Saison 2021/22 zog sich Meyerhöfer in der 87. Minute im Spiel gegen Eintracht Frankfurt nach einem Foul von Jens Petter Hauge eine schwere Knöchelverletzung zu.
Im Sommer 2025 trennte sich Fürth von Meyerhöfer. In den sechs Spielzeiten im Verein absolvierte er 116 Zweitligaspiele, 26 Bundesligaspiele und 6 Einsätze im DFB-Pokal. Zweimal wurde er zudem für die zweite Mannschaft aufgestellt. Er wechselte zu Preußen Münster.

## Erfolge
- Aufstieg in die Bundesliga: 2021
- Meister der Regionalliga Südwest: 2019